# Christa Blümlinger
Christa Blümlinger, née en 1963, de nationalité autrichienne, est professeure universitaire en études de cinéma. Elle travaille sur l'esthétique du cinéma et sur des régimes de mémoire propres aux images techniques. Elle est spécialiste des formes du cinéma documentaire et d'avant-garde. Ses publications portent également sur la théorie du cinéma, sur l'art des nouveaux médias, sur les cinémas allemand et autrichien. Elle vit en France.

## Biographie
Entre 1981 et 1987, Christa Blümlinger étudie les sciences de la communication à Salzbourg, en Autriche. Sa thèse porte sur le cinéma documentaire en Autriche après 1945. De 1988 à 1999, elle enseigne à l'université de Vienne et à l'Université de Salzbourg. De 1999 à 2002, elle est maître-assistante au Seminar für Filmwissenschaft à la Freie Universität Berlin. De 2002 à 2010, elle est Maître de conférences à l'université Sorbonne Nouvelle Paris 3.  En 2008-2009, elle est professeure invitée à l'Université Libre de Berlin. En 2013, elle est senior Research Fellow à l’IKKM (Internationales Kolleg für Kulturtechnikforschung und Medienphilosophie) de l'Université Bauhaus de Weimar. Depuis 2010, elle est professeure de Cinéma et Audiovisuel à l'Université Paris 8 Vincennes-Saint-Denis.
Elle est membre de l'unité de recherche Esthétique, Sciences et Technologies du Cinéma et de l'Audiovisuel (ESTCA) de l'Université Paris 8. 
Elle est co-directrice du groupe de recherche inter-universitaire Théâtre de la mémoire qui étudie les relations entre images, histoire et mémoire.
Elle est critique d'art contemporain, membre de l'AICA, elle publie de nombreux articles.
Elle est également membre du «Séminaire permanent sur l'histoire des théories du film» fondé par Francesco Casetti et Jane Gaines, un réseau international de spécialistes du cinéma portant une attention particulière aux premiers écrits sur le cinéma.
Elle publie an allemand, français ou anglais. Elle publie les écrits de Harun Farocki et de Serge Daney. Elle écrit des ouvrages sur les films d'art et essai, le cinéma d'avant-garde et l'esthétique cinématographique.
Christa Blümlinger a été également programmatrice pour des festivals en Autriche, en Allemagne et en France, dont Diagonale à Salzbourg et Duisburger Filmwoche à Duisburg.  
En 2013, Cinéma de seconde main – Esthétique du remploi dans l’art du film et des nouveaux médias est publié en France. C'est une traduction de Kino aus zweiter Hand paru en 2009. Christa Blümlinger questionne la pratique du remploi cinématographique. Cette pratique, née dans les années 1910 consiste à réutiliser dans un film des images plus anciennes dont des images d'archives. Elle replace cette pratique du remploi dans la tradition de l’avant-garde en étudiant un corpus de films rares, difficiles à trouver.
Depuis 2013, au sein du Labex Arts-H2H, elle dirige avec Mathias Lavin, le projet Le geste filmé : temporalité, mémoire qui questionne l'arrêt du mouvement dans le cinéma.

## Publications

### Monographies
- Christa Blümlinger ; traduit de l'allemand par Pierre Rusch et Christophe Jouanlanne (trad. de l'allemand), Cinéma de seconde main : esthétique du remploi dans l'art du film et des nouveaux médias, Paris, Klincksieck, 2013, 389 p. (ISBN 978-2-252-03902-1)

- Christa Blümlinger, Le cinéma autrichien, Mont-Saint-Aignan, Université de Rouen, Centre d'études et de recherches autrichiennes, 2008, 248 p. (ISBN 978-2-87775-457-6, lire en ligne)

### Édition scientifique
- Christa Blümlinger, Sylvie Lindeperg, Michèle Lagny, François Niney, Sylvie Rollet, Théâtres de la Mémoire, Mouvement des Images, Théorème N° 14, Paris, PSN, 2011
- Harun Farocki et Christa Blümlinger (textes réunis et présentés par) (trad. de l'allemand), Reconnaître et poursuivre, Courbevoie, Théâtre typographique, 2002, 126 p. (ISBN 2-909657-21-3)
- (de) Serge Daney et Christa Blümlinger (textes collectés, présentés et traduits en allemand par), Serge Daney, Von der Welt ins Bild. Augenzeugenberichte eines Cinephilen, Berlin, Vorwerk 8, 2000, 287 p. (ISBN 978-3-930916-26-9)
- Christa Blümlinger (dir.), Attrait de l’archive, vol. 24, Montréal, Revue Cinémas, 2014, 268 p. (lire en ligne)
- Jean-Philippe Antoine et Christa Blümlinger (dir.), Morgan Fisher, Un cinéma hors champ, Dijon, Les Presses du Réel, 2017, 208 p.